# Artur Doppelmayr
Artur Doppelmayr (* 16. September 1922 in Dornbirn; † 12. Mai 2017 in Kärnten) war ein österreichischer Unternehmer und Seilbahnpionier.

## Leben
Artur Doppelmayr wurde 1922 in Dornbirn als Sohn des Unternehmers Emil Doppelmayr geboren. Sein Vater baute zusammen mit Sepp Bildstein 1937 den ersten Schlepplift in Zürs am Arlberg.
Im Jahr 1954 machte Artur Doppelmayr seinen Abschluss als Diplom-Ingenieur an der Technischen Universität Graz. 1967 wurde er Geschäftsführer der Firma Konrad Doppelmayr & Sohn. Er führte das Vorarlberger Seilbahnunternehmen, das sein Großvater Konrad Doppelmayr 1893 gegründet hatte, weiter und machte es zum Weltmarktführer. 1973 baute er die erste kuppelbare Gondelbahn. 1994 wechselte er in den Aufsichtsrat der Doppelmayr Holding. Neben seinen Leistungen als Unternehmer gilt Doppelmayr als Pionier und Vorbild in der Globalisierung eines Industrieunternehmens.
1997 promovierte er mit Auszeichnung zum Dr. techn. an der Technischen Universität Graz. In seiner Doktorarbeit beschrieb er, wie Seilbahnunfälle vermieden werden können.
Artur Doppelmayr hatte fünf Kinder – vier leibliche, darunter seinen Nachfolger Michael Doppelmayr, sowie eine Adoptivtochter.

## Auszeichnungen
- 1976 bekam er den Titel „Ehrensenator“ von der Technischen Universität Wien verliehen.[4]
- 1982 erhielt er das Große Verdienstzeichen des Landes Vorarlberg.
- 1984 verlieh man ihm das Silberne Ehrenzeichen für Verdienste um die Republik Österreich.
- Im Jahre 1985 wurde er zum finnischen Honorarkonsul ernannt.
- 2001 wurde er mit der Wilhelm-Exner-Medaille für hervorragende Wissenschaftler und Erfinder für besondere Leistungen um die gewerblich-industrielle Entwicklung in Österreich ausgezeichnet.
- 2001 erhielt er den Berufstitel Professor durch Bundespräsident Thomas Klestil verliehen.
- 2002 wurde ihm das Goldene Ehrenzeichen des Landes Kärnten verliehen.
- Im Dezember 2007 wurde Artur Doppelmayr vom Wirtschafts- und Arbeitsminister Martin Bartenstein das Große Silberne Ehrenzeichen für Verdienste um die Republik Österreich im Auftrag des Bundespräsidenten verliehen.[5]
- Er erhielt auch den Orden Erster Klasse der Ritterschaft der Finnischen Weißen Rose verliehen von der Republik Finnland.